# ایلایدا چویک
ایلایدا چویک (انگلیسی: İlayda Çevik؛ زادهٔ ۲۲ دسامبر ۱۹۹۴) بازیگر اهل ترکیه است. وی از سال ۲۰۱۳ میلادی تاکنون مشغول فعالیت بوده‌است.